# Lista över filmer med Tom och Jerry
Den här listan är en komplett förteckning över filmer och TV-serier med Tom och Jerry.
Tom och Jerry skapades ursprungligen för en kortfilmserie som kom att fortgå i närmare 30 år. Samtliga dessa filmer undantagit tre, finns utgivna i Sverige i kronologisk ordning på tolv DVD-skivor med titeln Tom & Jerry - Den klassiska samlingen - de svenska titlarna är hämtade härifrån. Sedan 1975 har dessutom flera TV-serier och långfilmer med figurerna producerats.

## Kortfilmsserien

### Regi avJoseph BarberaochWilliam Hanna
1. Tom får sparken (Puss Gets the Boot, 1940)
2. Småtugg (The Midnight Snack, 1941)
3. Julaftonsnatt (The Night Before Christmas, 1941)
4. Skrajsen katt (Fraidy Cat, 1942)
5. Hundproblem (Dog Trouble, 1942)
6. Alla hjärtans dag (Puss 'n' Toots, 1942)
7. Bowlingkatten (The Bowling Alley Cat, 1942)
8. Fullfjädrad vän (Fine Feathered Friend, 1942)
9. Ett kattrakande (Sufferin' Cats, 1943)
10. Ensam mus (The Lonesome Mouse, 1943)
11. Yankee Doodle Musen (The Yankee Doodle Mouse, 1943)
12. Babyfejs (Baby Puss, 1943)
13. Pråligt värre (The Zoot Cat, 1944)
14. Katten och miljonen (The million dollar cat, 1944)
15. Livvakten (The Bodyguard, 1944)
16. Hund på gång (Puttin' on the Dog, 1944)
17. Musproblem (Mouse Trouble, 1944)
18. En mus kommer på middag (The Mouse Comes to Dinner, 1945)
19. Mus på Manhattan (Mouse in Manhattan, 1945)
20. Det stora slaget (Tee for Two, 1945)
21. Flörtfågeln (Flirty Birdy, 1945)
22. Tystnad, tack! (Quiet Please!, 1945)
23. Det våras för Tom (Springtime for Thomas, 1946)
24. Mjölkjakten (The Milky Waif, 1946)
25. På fångsthumör (Trap Happy, 1946)
26. Sång på gång (Solid Serenade, 1946)
27. Kattfiske (Cat Fishin', 1947)
28. Kompisar på deltid (Part Time Pal, 1947)
29. Kattkonserten (The Cat Concerto, 1947)
30. Dr. Jekyll och Herr Mus (Dr. Jekyll and Mr. Mouse, 1947)
31. Sjöbusen (Salt Water Tabby, 1947)
32. Husmus (A Mouse in the House, 1947)
33. Den osynlige musen (The Invisible Mouse, 1947)
34. Lurad katt (Kitty Foiled, 1948)
35. Plågsam vapenvila (The Truce Hurts, 1948)
36. Gammal är äldst (Old Rockin' Chair Tom, 1948)
37. Professor Tom (Professor Tom, 1948)
38. Städat beteende (Mouse Cleaning, 1948)
39. På pricken (Polka-Dot Puss, 1949)
40. Den föräldralöse (The Little Orphan, 1949)
41. Nykläckt (Hatch Up Your Troubles, 1949)
42. Himmelska tider (Heavenly Puss, 1949)
43. Katten och sjömusen (The Cat and the Mermouse, 1949)
44. Valpigt till tusen (Love That Pup, 1949)
45. Jerrys dagbok (Jerry's Diary, 1949)
46. Tennispolare (Tennis Chumps, 1949)
47. Kvackeri (Little Quacker, 1950)
48. Störande grannar (Saturday Evening Puss, 1950)
49. Texas Tom (Texas Tom, 1950)
50. Jerry och lejonet (Jerry and the Lion, 1950)
51. Nästan säkert (Safety Second, 1950)
52. Tom & Jerry i Hollywood Bowl (Tom and Jerry in the Hollywood Bowl, 1950)
53. Snärjd katt (The Framed Cat, 1950)
54. Biljardkatten (Cue Ball Cat, 1950)
55. Casanovakatten (Casanova Cat, 1951)
56. Jerry och guldfisken (Jerry and the Goldfish, 1951)
57. Jerrys kusin (Jerry's Cousin, 1951)
58. Sömngångar-Tom (Sleepy-Time Tom, 1951)
59. Ur grytan i elden (His Mouse Friday, 1951)
60. Tvålfagert (Slicked-up Pup, 1951)
61. Katt-fnatt (Nit-witty Kitty, 1951)
62. Kattnappning (Cat Napping, 1951)
63. Den flygande katten (The Flying Cat, 1952)
64. Plåster på såren (The Duck Doctor, 1952)
65. Dom två mus-ketörerna (The Two Mouseketeers, 1952)
66. Marskatt (Smitten Kitten, 1952)
67. Trippel i kvadrat (Triplet Trouble, 1952)
68. Rymlingen (Little Runaway, 1952)
69. Bandhund (Fit to Be Tied, 1952)
70. Fjärrstyrning över styr (Push-Button Kitty, 1952)
71. Kryssningskatten (Cruise Cat, 1952)
72. En enkel liten koja (The Dog House, 1952)
73. Mus på drift (The Missing Mouse, 1953)
74. Jerry och Jumbo (Jerry and Jumbo, 1953)
75. Johann Maus (Johann Mouse, 1953)
76. En sån valp! (That's My Pup, 1953)
77. Anka i farten (Just Ducky, 1953)
78. Två små indianer (Two Little Indians, 1953)
79. Livet med Tom (Life with Tom, 1953)
80. Liten saga (Puppy Tale, 1954)
81. Kattstyrkan (Posse Cat, 1954)
82. Jycke med hicka (Hic-cup Pup, 1954)
83. Lilla skolmusen (Little School Mouse, 1954)
84. Den lille tuffingen (Baby Butch, 1954)
85. Möss på is (Mice Follies, 1954)
86. Musen i Neapel (Neapolitan Mouse, 1954)
87. Lättad anka (Downhearted Duckling, 1954)
88. Husdjur till förtret (Pet Peeve, 1954)
89. Touché! (Touché, Pussy Cat!, 1954)
90. Rakt söderut (Southbound Duckling, 1955)
91. Ute med hunden (Pup on a Picnic, 1955)
92. Mus till salu (Mouse for Sale, 1955)
93. Musfällan (Designs on Jerry, 1955)
94. Tom och Cherie (Tom and Cherie, 1955)
95. Smart, katten! (Smarty Cat, 1955)
96. Pecos Pest (Pecos Pest, 1955)
97. Kära mor (That's My Mommy, 1955)
98. Katt på kvast (The Flying Sorceress, 1956)
99. Jerry och ägget (The Egg and Jerry, 1956)
100. Okänd svensk titel (Busy Buddies, 1956)
101. Muskel-Tom (Muscle Beach Tom, 1956)
102. Björn i otakt (Downbeat Bear, 1956)
103. Deppigt, katten! (Blue Cat Blues, 1956)
104. Grill-dille (Barbecue Brawl, 1956)
105. Toppen med papsen (Tops with Pops, 1957)
106. Musrädd misse (Timid Tabby, 1957)
107. Mata katten! (Feedin' the Kiddie, 1957)
108. El Magnífico (Mucho Mouse, 1957)
109. Toms målfoto (Tom's Photo Finish, 1957)
110. Badanka (Happy Go Ducky, 1958)
111. Sussekatt (Royal Cat Nap, 1958)
112. Försvinnande liten anka (The Vanishing Duck, 1958)
113. En fjäder i hatten (Robin Hoodwinked, 1958)
114. Småtrubbel (Tot Watchers, 1958)

### Regi avGene Deitch
1. Kattexperimentet (Switchin' Kitten, 1961)
2. Betryckt utflykt (Down and Outing, 1961)
3. Rena rama grekiskan (It's Greek to Meow, 1961)
4. Stekhets (High Steaks, 1962)
5. På rymmen i rymden (Mouse Into Space, 1962)
6. Fågelmat? (Landing Stripling, 1962)
7. Calypso-katten (Calypso Cat, 1962)
8. Dickie Moe (Dicky Moe, 1962)
9. Tom och Jerrys tecknade byggsats (The Tom and Jerry Cartoon Kit, 1962)
10. Fångad i egen fälla (Tall in the Trap, 1962)
11. Sorglig safari (Sorry Safari, 1962)
12. Kompisar är tjockare än vatten (Buddies Thicker Than Water, 1962)
13. I fönster-Carmen (Carmen, Get It!, 1962)

### Regi och/eller produktion avChuck Jones
1. Lyx-musen (Penthouse Mouse, 1963)
2. Katten på musen… (The Cat Above and The Mouse Below, 1964)
3. Doktor Jerry som laboratoriemus (Is There a Doctor in the Mouse?, 1964)
4. Mycket väsen för en mus (Much Ado About Mousing, 1964)
5. Kärleken är snöblind (Snowbody Loves Me, 1964)
6. Okrympbare Jerry Mus (The Unshrinkable Jerry Mouse, 1964)
7. Möss - sånt är livet (Ah-sweet Mouse-story of Life, 1965)
8. Tom-kraft (Tom-ic Energy, 1965)
9. Katt på farligt bygge (Bad Day at Cat Rock, 1965)
10. Bröderna Kara-muz-ov (The Brothers Carry-Mouse Off, 1965)
11. Spök-musen (Haunted Mouse, 1965)
12. Galen i Jerry (I'm Just Wild About Jerry, 1965)
13. Katta-straff (Of Feline Bondage, 1965)
14. Musens år (The Year of the Mouse, 1965)
15. Tackar mjau-kast (The Cat's Me-ouch, 1965)
16. 2 för 1 (Duel Personality, 1966)
17. Jerry går i sömnen (Jerry, Jerry, Quite Contrary, 1966)
18. Karusellmusen (Jerry-Go-Round, 1966)
19. Mus-iga stunder (Love Me, Love My Mouse, 1966)
20. Katt i seglarskor (Puss 'n' Boats, 1966)
21. Filé-mjau (Filet Meow, 1966)
22. Matiné-musen (Matinee Mouse, 1966)
23. Snö-pligt, Tom! (The A-Tom-inable Snowman, 1966)
24. Återvänds-katta (Catty Cornered, 1966)
25. Katten och dubbelgångaren (Cat and Dupli-cat, 1966)
26. O Sole Mjau (O-Solar Meow, 1966)
27. Mus-sil-vapen (Guided Mouse-ille, 1966)
28. Rock-mus-ik (Rock 'n' Rodent, 1967)
29. Gatumusen (Cannery Rodent, 1967)
30. Musen från H.U.N.G.E.R.N. (The Mouse from H.U.N.G.E.R., 1967)
31. Brädad kattunge (Surf-Bored Cat, 1967)
32. Katt med kryp i  (Shutter Bugged Cat, 1967)
33. Teknik-katt-iliteter (Advance and Be Mechanized, 1967)
34. Drömkatten (Purr Chance to Dream, 1967)

## TV-produktioner

### TV-serier

#### The New Tom & Jerry Show
16 halvtimmesavsnitt bestående av tre episoder à sju minuter. Producerades av Hanna-Barbera Productions och premiärvisades 1975.
1. No Way, Stowaways / The Ski Bunny / Stay Awake or Else...
2. No Bones About It / An Ill Wind / Beach Bully
3. Mammoth Manhunt / The Wacky World of Sports / Robin Ho Ho
4. Safe But Not Sorry / Gopher Broke / The Super Bowler
5. Tricky McTrout / The Tennis Menace / Cosmic Cat and Meteor Mouse
6. Castle Wiz / Grim and Bear It / The Flying Sorceress
7. The Kitten Sitters / Termites Plus Two / Planet Pest
8. The Hypochondriac Lion / Give 'Em the Air / The Egg and Tom and Jerry
9. Watch Out, Watch Dog / The Super Cyclists / The Police Kitten
10. The Outfoxed Fox / Towering Fiasco / The Lost Duckling
11. Beanstalk Buddies / Two Stars are Born / Son of Gopher Broke
12. The Sorcerer's Apprentices / Hold That Pose / The Supercape Caper
13. Chickenrella / Double Trouble Crow / Jerry's Nephew
14. See Dr. Jackal and Hide! / Planet of the Dogs / The Campout Cutup
15. Triple Trouble / The Bull Fighters / Cruise Kitty
16. It's No Picnic / Big Feet / The Great Motorboat Race

#### Tom & Jerry Comedy Show
30 halvtimmesavsnitt bestående av en sju minutersepisod med Tom och Jerry, en med Droopy och en med Bruno Björn. Producerades av Filmation och premiärvisades 1980. Här anges enbart Tom och Jerry-episoderna.
- A Connecticut Mouse in King Arthur's Court
- Cat in the Fiddle
- Farewell Sweet Mouse
- Get Along Little Jerry
- Gopher it, Tom
- Heavy Booking
- Invasion of the Mouse Snatchers
- Jerry's Country Cousin
- Kitty Hawk Kitty
- Mechanical Failure
- No Museum Peace
- Most Wanted Cat
- New Mouse in the House
- When the Rooster Crows
- Superstocker
- Under the Big Top
- The Trojan Dog
- The Puppy Sitters
- The Plaid Baron Strikes Again
- Mouse Over Miami
- The Great Mousini
- Pie in the Sky
- Stage Struck
- Spike's Birthday
- Snow Brawl
- School for Cats
- Say What?
- The Incredible Shrinking Mouse
- Save That Mouse
- Pied Piper Puss

#### Tom & Jerry Kids
65 halvtimmesavsnitt bestående av tre episoder à sju minuter. I merparten av episoderna har Tom och Jerry huvudrollerna, men även andra figurer, såsom Droopy figurer i egna filmer. Producerades av Hanna-Barbera Productions för TV-nätverket FOX och visades första gången 1990-1993.

#### Tom & Jerry Tales
13 avsnitt à tre sjuminutersepisoder, producerade av Warner Bros. Animation. Angivna datum syftar på premiärvisningen på det amerikanska TV-nätverket The CW.
1. Tiger Cat / Feeding Time / Polar Peril (2006-09-23)
2. Joy Riding Jokers / Cat Got Your Luggage? / City Dump Chumps (2006-09-30)
3. Way Off Broadway / Egg Beats / Cry Uncle (2006-10-07)
4. Bats What I Like About the South / Fraidy Cat Scat / Tomb it May Concern (2006-10-28)
5. Dino-Sores / Freaky Tiki / Prehisterics (2006-11-04)
6. Digital Dilemma / Hi, Robot / Tomcat Jetpack (2006-11-11)
7. Ho, Ho, Horrors / Dog-Gone Hill Hog / Northern Light Fish Fight
8. Fire-Breathing Tom Cat / Medieval Menace / The Itch
9. Piranha Be Loved By You / Spook House Mouse / Abracadumb
10. Cat Nebula / Martian Mice / Spaced Out Cat
11. Octo-Suave / Beach Bully Bingo / Treasure Map Scrap
12. Destruction Junction / Battle of the Power Tools / Jackhammered Cat
13. Tin Cat of Tomorrow / Beef Cat Tom / Tom Cat, Superstar

### Fristående kortfilmer
2 episoder på cirka sju minuter. Producerades av Warner Bros. Animation för Cartoon Network.
1. Mansion Cat (2000)
2. The KarateGuard (2006)

## Långfilmer
1992 och 2021 års filmer fick biopremiär, övriga filmer producerades för videoutgåvor.
1. Tom och Jerry gör stan osäker (Tom and Jerry: The Movie, 1992)
2. Tom och Jerry – Den magiska ringen (Tom and Jerry: The Magic Ring, 2002)
3. Tom och Jerry på väg mot planeten Mars (Tom and Jerry: Blast Off to Mars, 2005)
4. Tom and Jerry: The Fast and The Furry (okänd svensk titel, 2005)
5. Tom och Jerry – Landkrabbor med morrhår (Tom and Jerry: Shiver Me Whiskers, 2006)
6. Tom and Jerry: A Nutcracker Tale (okänd svensk titel, 2007)
7. Tom and Jerry Meet Sherlock Holmes (okänd svensk titel, 2010)
8. Tom and Jerry and the Wizard of Oz (okänd svensk titel, 2011)
9. Tom and Jerry: Robin Hood and His Merry Mouse (okänd svensk titel, 2012)
10. Tom and Jerry's Giant Adventure (okänd svensk titel, 2013)
11. Tom and Jerry: The Lost Dragon (okänd svensk titel, 2014)
12. Tom and Jerry: Spy Quest (okänd svensk titel, 2015)
13. Tom and Jerry: Back to Oz (okänd svensk titel, 2016)
14. Tom and Jerry: Willy Wonka and the Chocolate Factory (okänd svensk titel, 2017)
15. Tom & Jerry (2021)
16. Tom and Jerry: Cowboy Up! (okänd svensk titel, 2022)
17. Tom and Jerry: Snowman's Land (okänd svensk titel, 2022)